# 诺岷
诺岷或作诺敏（穆麟德轉寫：nomin，17世纪—1734年），纳喇氏，满洲正蓝旗人，清朝官员。
世居辉发。祖父恩国泰、父亲那敏。历任笔帖式、户部主事、员外郎、郎中。雍正元年（1723年），为内阁学士，署工部侍郎，授山西巡抚。他在山西期间，提出耗羡歸公。雍正三年（1725年），诺岷以病请假，命回旗调理。当初，贝子允禟以罪徙西宁，道出平定，太监李大成殴诸生。诺岷按谳，以李大成方病，置未深究。雍正帝责怪诺岷瞻徇，命继任巡抚伊都立覆谳，李大成定罪，诺岷夺官。雍正十二年，诺岷逝世。

## 延伸阅读
[在维基数据编辑]
 《清史稿·卷294》
 《清史稿·卷294》，出自趙爾巽《清史稿》